# Prosoplus obiensis
Prosoplus obiensis là một loài bọ cánh cứng trong họ Cerambycidae.